# Matteo da Perugia
Matteo da Perugia (aktywny w latach 1400–1416, pochodzący prawd. z Perugii) – włoski kompozytor, tworzący w okresie średniowiecza.
W latach 1402–1407 był pierwszym kapelmistrzem (magister cappellae) Katedry w Mediolanie, pracował też jako kantor i uczył śpiewu trzech chłopców wyselekcjonowanych przez delegatów katedry. Oprócz tego niewiele wiadomo o jego życiu.
Willi Apel uważa, że Matteo da Perugia był głównym kompozytorem swojej generacji, lecz to stwierdzenie zostało zakwestionowane przez Heinricha Besselera, dlatego historyczna pozycja tego twórcy pozostaje kwestią otwartą. Nie wykonano jak dotąd całkowitej analizy stylistycznej jego kompozycji. Napisał wiele kontratenorów do istniejących już dzieł, co spowodowało, że autorstwo wielu z nich zostało błędnie przypisane włoskiemu kompozytorowi. Matteo da Perugia tworzył w wielu gatunkach, włączając w to virelai, ballady oraz ronda.